# Barcelona Bus Turístic
El Barcelona Bús Turístic és un servei d'autobusos turístics de la ciutat de Barcelona, que el 2012 disposava de tres rutes i una flota de 74 autobusos. És gestionat pel consorci de Turisme de Barcelona i TMB.

## Història
La història del bus turístic a Barcelona es va iniciar durant la dècada dels anys 1920 als 1930, quan l'empresa d'autobusos Roca i dues companyies més presenten projectes per crear un Bus turístic. No és fins a l'any 1929, amb motiu de l'Exposició Universal de 1929, que la Companyia General d'Autobusos (CGA) i el Patronat Nacional de Turisme creen dues línies d'autobusos turístics amb origen a Barcelona, una que es deia Circuit Interior i l'altra Gran Circuit de Luxe que va funcionar durant tot l'any de l'exposició. Després els autobusos que van servir en aquesta línia foren destinats a la línia MO Barcelona - Mollet (actualment explotada per Sagalés).
El 25 de juny de 1987 va tornar a sorgir, 58 anys després, sota el nom de «línia 100 Descobrim Barcelona» només per l'època d'estiu. Les primeres circulacions van ser amb dos autobusos Pegaso Monotral 6038, el 6226 i el 6042, equipats amb aire condicionat.
El 1992 neix la marca actual, Barcelona Bus Turístic. Progressivament va augmentant el nombre de passatgers i la flota d'autobusos, que des del 1996 incorporaria vehicles de dos pisos.
És l'any 1997, quan el Bus Turístic complia deu anys des del seu naixement, que van aparèixer moltes novetats: el 22 de març es va posar en funcionament, canviant totalment d'imatge, amb nous autobusos, i es va crear el bitllet que servia per a dos dies. Un any després, el 1998, s'obriria una segona línia, la 101. Des de llavors hi hagué dues línies: la L100, també anomenada Sud i la L101, la Nord. Poc després, l'any 2000, el període de servei s'allargà a tot l'any.
El 2002, per commemorar l'Any Gaudí, el Barcelona Bus Turístic va adoptar el nom de Bus Gaudí.
El 2004, amb motiu del Fòrum Universal de les Cultures, es va crear una nova línia, la ruta verda, que progressivament s'ha anat consolidant fins a l'actualitat. El 2012, per exemple, va funcionar entre el 30 de març i el 4 de novembre.
El 2007 es va incorporar una audioguia a bord pels usuaris, disponible en deu idiomes: català, castellà, anglès, francès, italià, alemany, rus, japonès, xinès i portuguès. A gener de 2021 s'ofereix en setze idiomes, havent-n'hi afegit suec, noruec, neerlandès, hebreu, turc i àrab.

## Rutes
- Ruta Vermella: Estació de Sants - Creu Coberta - Plaça d'Espanya - CaixaForum Barcelona - Poble Espanyol - MNAC - Anella Olímpica - Fundació Joan Miró - Telefèric de Montjuïc - Miramar - World Trade Center - Colom/Museu Marítim - Port Vell - Museu d'Història de Catalunya - Port Olímpic - Zoo - Pla de Palau/Parc de la Ciutadella - Barri Gòtic - Plaça de Catalunya - Casa Batlló/Fundació Antoni Tàpies - Passeig de Gràcia/La Pedrera - Francesc Macià/Diagonal.[2]
- Ruta Blava: Monestir de Pedralbes - Palau Reial/Pavellons Güell - Futbol Club Barcelona - Francesc Macià/Diagonal - Eixample - Plaça de Catalunya - Casa Batlló/Fundació Tàpies - Passeig de Gràcia/La Pedrera - Sagrada Família - Hospital de Sant Pau - Park Güell - Tramvia Blau/Tibidabo - Sarrià.[3]
- Ruta Verda: Port Olímpic - Platja de Bogatell/Cementiri del Poblenou - Poblenou - Parc Diagonal Mar - Fòrum (i trajecte invers de tornada).[4]

## Usuaris
Evolució d'usuaris total al llarg dels 25 anys d'existència
| 1987      | 1988      | 1989      | 1990      | 1991      | 1992      | 1993      | 1994      | 1995      | 1996      |
| 11.357    | 10.223    | 21.832    | 23.759    | 66.016    | 86.145    | 10.1400   | 123.800   | 131.600   | 193.467   |
| 1997      | 1998      | 1999      | 2000      | 2001      | 2002      | 2003      | 2004      | 2005      | 2006      |
| 429.628   | 452.232   | 553.508   | 873.611   | 983.302   | 1.150.621 | 1.258.490 | 1.474.954 | 1.654.145 | 1.881.125 |
| 2007      | 2008      | 2009      | 2010      | 2011      | 2012      | 2013      | 2014      | 2015      | 2016      |
| 2.181.599 | 2.076.785 | 1.913.419 | 1.925.226 | 2.125.960 | 1.946.907 | 1.994.345 |           |           |           |

## Bus Turístic nocturn
Des de 2007 durant el període d'estiu Barcelona Bus Turístic ofereix un servei de Bus Turístic nocturn que funciona els divendres, dissabtes i diumenges fins a mitjan setembre. El seu recorregut és específic, i durant unes dues hores i mitja, passa per la plaça de Catalunya, la Torre Agbar, el Teatre Nacional de Catalunya, la Sagrada Família, el passeig de Colom, el Poble Espanyol i la plaça d'Espanya, a més de parar a la Font Màgica de Montjuïc per assistir a l'espectacle de música i llum.